# 臺北市立陽明高級中學
臺北市立陽明高級中學（簡稱陽明高中、北市陽明），位於台灣臺北市士林區的一所公立高級中學。其前身為1968年創立的臺北市立陽明國民中學，1994年改制為完全中學。

## 歷任校長
| 改制前(陽明國中) | 改制前(陽明國中) | 改制前(陽明國中) | 改制前(陽明國中)   |
| 任別             | 姓名             | 任期             | 備註               |
| ---------------- | ---------------- | ---------------- | ------------------ |
|                  | 秦汝炎           |                  |                    |
|                  | 陳登瑞           |                  |                    |
| 改制後(陽明高中) |                  |                  |                    |
| 第三任           | 邱添進           |                  |                    |
| 第四任           | 劉圳生           |                  |                    |
| 第五任           | 蔡先口           |                  |                    |
| 第六任           | 朱桂芳           |                  | 陽明高中首位女校長 |
| 第七任           | 洪金英           |                  |                    |
| 第八任           | 蔡哲銘           | 2019年8月~       |                    |

## 近年發展目標
繼過去校訓「誠、敬、知、行」後，學校近年來推出了全新的發展方案「前進臺北陽明 邁向亞洲百大」，期望學生能有更進一步的展現。
108年入職校長，蔡哲銘校長表示：「南建中，北陽明」作為陽明高中的發展目標。

## 籃球隊
該校的女子籃球隊(包含前身市立陽明)在85學年度參加乙級高中籃球聯賽，91學年度報名參加甲級高中籃球聯賽，並在97學年度拿下隊史最佳的亞軍。
| 學年度    | 名次   |
| 91學年度  | 第七名 |
| 93學年度  | 第八名 |
| 94學年度  | 第七名 |
| 95學年度  | 第六名 |
| 96學年度  | 第六名 |
| 97學年度  | 第二名 |
| 98學年度  | 第七名 |
| 99學年度  | 第八名 |
| 100學年度 | 第七名 |
| 101學年度 | 第七名 |
| 103學年度 | 第四名 |
| 108學年度 | 第六名 |
| 109學年度 | 第三名 |
| 110學年度 | 第四名 |
| 111學年度 | 第三名 |
| 112學年度 | 第三名 |
| 113學年度 | 第三名 |

## 外部連結
- 臺北市立陽明高級中學 （页面存档备份，存于）
- 陽明高中社團首頁 （页面存档备份，存于）